# Gunungmanik (Tanjungsari)
Gunungmanik is een bestuurslaag in het regentschap Sumedang van de provincie West-Java, Indonesië. Gunungmanik telt 8569 inwoners (volkstelling 2010).